# Чемпионат России по лёгкой атлетике 1913
6-й чемпионат России по лёгкой атлетике прошёл 20—22 июля 1913 года в Санкт-Петербурге. Старты были приурочены к 25-летию возникновения и развития лёгкой атлетики в России (1888 г.). Соревнования состоялись в 10 легкоатлетических дисциплинах. Вне конкурса проводились забеги на 5000 метров и 1 час, эстафета 4×100 метров, а также турнир пятиборцев.

## Соревнования
В чемпионате приняли участие порядка 130 спортсменов из 22 спортивных клубов страны, представлявших 4 города: Санкт-Петербург, Москву, Ригу и Ревель. Киевляне, готовившиеся к проведению в августе Первой Всероссийской олимпиады, решили пропустить первенство. Все призёры соревнований получили медали: чемпионы — позолоченные, занявшие второе место — посеребренные, третье — бронзовые.
В результате напряжённой борьбы сразу в нескольких дисциплинах были показаны рекорды России. Николай Неклепаев в метании диска отправил снаряд на 35,85 м, а в предоставленной дополнительной попытке прибавил к этому результату ещё более метра — 36,88 м. Повторили рекордные результаты Пётр Гаевский на 110 метров с барьерами (17,0) и Альфред Шпигель на 100-метровке (11,0 в забеге). В эстафете 4×100 м команда Санкт-Петербургского Кружка любителей спорта показала результат 47,0 — рекорд России. Два сильнейших стайера дореволюционной России, Николай Харьков и Николай Владимиров, лицом к лицу сошлись на дистанции 1500 метров. Победу в забеге праздновал более опытный Харьков, обошедший оппонента на 1,4 секунды.
В общекомандном зачёте сильнейшими в очередной (и последний) раз стали представители Санкт-Петербургского Кружка любителей спорта.

## Медалисты
| Дисциплина        | Золото                                | Золото  | Серебро                                | Серебро | Бронза                                     | Бронза  |
| ----------------- | ------------------------------------- | ------- | -------------------------------------- | ------- | ------------------------------------------ | ------- |
| 100 м             | Альфред Шпигель КЛС Санкт-Петербург   | 11,6    | Борис Котов МКЛ Москва                 | 11,7    | Василий Архипов МКЛС Москва                | 11,8    |
| 400 м             | Пётр Гаевский «Нарва» Санкт-Петербург | 53,2    | А. Черняк «Унитас» Санкт-Петербург     | 54,4    | Василий Архипов МКЛС Москва                | 55,0    |
| 1500 м            | Николай Харьков МКЛС Москва           | 4.22,8  | Николай Владимиров КЛС Санкт-Петербург | 4.24,2  | Лев Лерчер МКЛ Москва                      | 4.31,2  |
| 110 м с барьерами | Пётр Гаевский «Нарва» Санкт-Петербург | 17,0    | Александр Шульц МКЛ Москва             | 17,2    | Георгий Гантварг КЛС Санкт-Петербург       | 17,8    |
| Прыжок в высоту   | Владимир Романов КЛС Санкт-Петербург  | 1,71 м  | Борис Котов МКЛ Москва                 | 1,70 м  | Ульрих Бааш МКЛС Москва                    | 1,65 м  |
| Прыжок с шестом   | Иоганн Мартин «Унион» Рига            | 3,20 м  | Ульрих Бааш МКЛС Москва                | 3,20 м  | Александр Серов СК Политех Санкт-Петербург | 2,90 м  |
| Прыжок в длину    | Александр Шульц МКЛ Москва            | 6,28 м  | Янис Гульбе «Унион» Рига               | 6,18 м  | Владимир Романов КЛС Санкт-Петербург       | 6,17 м  |
| Толкание ядра     | Янис Гульбе «Унион» Рига              | 11,53 м | И. Мяльсон «Спорт» Ревель              | 11,09 м | Александр Шульц МКЛ Москва                 | 11,01 м |
| Метание диска     | Николай Неклепаев КЛС Санкт-Петербург | 35,85 м | Михаил Суворов МКЛС Москва             | 34,06 м | Янис Гульбе «Унион» Рига                   | 33,19 м |
| Метание копья     | Николай Неклепаев КЛС Санкт-Петербург | 48,62 м | Николай Шведревиц «Унион» Рига         | 46,51 м | Г. Аутио КЛС Санкт-Петербург               | 46,34 м |